# Xenorhina lanthanites
Xenorhina lanthanites е вид жаба от семейство Тесноусти жаби (Microhylidae).

## Разпространение и местообитание
Видът е разпространен в Индонезия.
Обитава градски и гористи местности и храсталаци.